# Технологія збагачення свинцевовмісних руд
Технологія збагачення свинцевовмісних руд

## Сировинна база
Родовища свинцевовмісних руд поділяють на 5 промислових типів: скарнові, метасоматичні, колчеданні, стратиформні і жильні. Дві третини запасів свинцю і цинку укладені в родовищах колчеданного і стратиформного типів.
Основні промислові мінерали свинцю — ґаленіт (86,6 %), церусит (77,5 %) і англезит (68,3 %). В родовищах крім них зустрічаються вульфеніт (55,8 %), піроморфіт (76,1 %). При заміщенні фосфору в структурі піроморфіту арсеном утворюється міметезит, а при заміщенні — ванадієм — ванадиніт.
Скарнові руди — комплексні, вони містять свинець і цинк. Співвідношення свинцю і цинку в цих рудах звичайно 1:1,4. Основні сульфідні мінерали в скарнових рудах — ґаленіт, сфалерит, піротин. Пуста порода представлена мінералами ґранатової групи.
В рудах метасоматичних родовищ співвідношення свинцю і цинку таке 1:1,8. Пуста порода в рудах представлена в основному кварцом і доломітом, присутні також кальцит, сидерит.
Колчеданні руди відрізняються високим вмістом піриту, складністю мінерального складу і тонким взаємним пророщенням мінералів. Колчеданні руди, як правило, поліметалічні, вони містять свинець, мідь і цинк. В рудах присутні золото, срібло, кадмій, олово, бісмут, пірит, флюорит, барит, які мають промислове значення. Співвідношення свинцю і цинку в цих рудах звичайно 1׃2,4. Пуста порода в рудах представлена кварцом і кальцитом, а на деяких родовищах баритом, хлоритом, серицитом, флюоритом.
Руди родовищ стратиформного типу відрізняються досить високим вмістом свинцю і цинку при співвідношенні 1:1. Рудні мінерали представлені ґаленітом і сфалеритом, в зонах окиснення присутні англезит, церусит, смітсоніт. Мінерали пустої породи в цих рудах звичайно представлені кварцом, доломітом, баритом.
Найважливішими з свинцевовмісних руд промислових типів є поліметалічні (мідно-свинцево-цинкові), свинцево-цинкові і свинцеві. Але чисто свинцеві руди зустрічаються дуже рідко. Найбільше значення мають поліметалічні руди. За ступенем окиснення розрізняють руди сульфідні, окиснені і змішані.
В сульфідних рудах крім халькопіриту, ґаленіту і сфалериту, часто присутні пірит, арсенопірит і ін. Нерудні мінерали представлені кварцом і кальцитом, а на деяких родовищах баритом, хлоритом, серицитом, флюоритом і скарновими породами. Срібло в рудах зв'язане з ґаленітом і сульфідами міді. Золото зустрічається в вільному стані або зв'язане з піритом і халькопіритом. Кадмій частіше міститься у сфалериті. Руди характеризуються різноманіттям текстурно-структурних ознак, різноманіттям типів зрощення мінералів, великим діапазоном коливань розмірів рудного вкраплення.
На відміну від сульфідних, окиснені і змішані руди характеризуються більш розмаїтим мінеральним складом, різким погіршенням фізичних властивостей (вміст глини, шламів і ін.) і важкою збагачуваністю.

## Основні методи збагачення

Рис. 1 — Технологічна схема збагачення поліметалічних руд.

Вибір технологічної схеми збагачення руди залежить від її речовинного складу, характеру і розміру вкраплення мінералів, їх флотаційної здатності.
Дроблення руди, як правило, здійснюється за тристадійними схемами, у відкритому циклі в першій стадії і в замкненому в останній стадії. Подрібнення руди звичайно двостадійне з одним або двома прийомами класифікації. Збагачення поліметалічних руд виконується з використанням комбінованих гравітаційно-флотаційних (рис. 1) і чисто флотаційних схем.
При наявності крупного нерівномірного або аґреґатного вкраплення цінних мінералів в рудах кольорових металів раціонально для попереднього збагачення використати гравітаційні процеси. Застосування гравітаційного збагачення дозволяє в голові схеми видалити 30-45 % породи (легка фракція) з відвальним вмістом кольорових металів, підвищити на 20-30 % вміст цінних компонентів в важкій фракції, що направляється на подальшу переробку, і завдяки цьому підвищити комплексність і економічність переробки сировини.
Найчастіше в схемах збагачення рудних корисних копалин з крупним і аґреґатним вкрапленням для попереднього виділення породи використовується важкосередовищна сепарація. Збагаченню у важкій феросиліцієвій суспензії густиною 2600—2800 кг/м3 піддають знешламлену руду після середнього дроблення. Перед збагаченням у важких суспензіях з руди з верхньою межею крупності 50-100 мм видаляється клас — 6 (16) мм. Для збагачення у важких суспензіях матеріалу крупністю 6-100 мм використовуються конусні, колісні і барабанні сепаратори, для збагачення більше дрібного матеріалу — гідроциклони.
Важка фракція важкосередовищної сепарації після подрібнення і класифікації надходить на флотацію. Крупність подрібнення руд перед флотацією залежить від крупності і характеру вкраплення цінних мінералів. Після першої стадії вона становить 50 — 60 % класу — 0,074 мм, після другої стадії — 85 — 90 % класу — 0,074 мм.
Флотація поліметалічних руд здійснюється за колективно-селективною або за селективною схемою.
Колективно-селективна схема застосовується значно рідше, тому що розділення колективного свинцево-цинкового концентрату процес дуже складний. Тому більшість збагачувальних фабрик використовує схему з частковою колективною флотацією і подальшою селекцією. Основними збирачами при флотації мінералів міді, свинцю і цинку є ксантоґенати і дітіофосфати, основні спінювачі — Т-66 і Т-80. За схемою з частковою колективною флотацією в першу чергу флотують мідні мінерали і ґаленіт, сфалерит при цьому депресують сірчаною кислотою. Потім колективний мідно-свинцевий концентрат розділяють при використанні ціаніду як депресора ґаленіту. Відходи мідно-свинцевої флотації, що містять сфалерит, активуються мідним купоросом і піддаються цинковій флотації, в якій пірит депресують вапном. Якщо в рудах багато піриту він вилучається з відходів цинкової флотації.

## Використання
Свинець найбільше застосування знайшов для виробництва акумуляторів, корозійної і стійкої в агресивних середовищах апаратури. Свинець добре поглинає γ- і рентгенівське (пулюєве) випромінювання, тому його застосовують при виготовленні засобів захисту від випромінювання і апаратури для збереження радіоактивних речовин. Значна кількість свинцю йде на виготовлення оболонок електричних кабелів. Свинець утворює сплави с багатьма металами. Низько леговані сплави свинцю містять невеликі домішки заліза, міді, сурми, олова, кадмію і кальцію, які підвищують його міцність і корозійну стійкість. Високолеговані сплави з великою кількістю цих домішок, крім міцності і стійкості, мають високу твердість і антифрикційні властивості. Легкоплавкі свинцеві сплави використовуються як припої. Органічна сполука свинцю — тетраетилсвинець застосовується як антидетонаційна домішка до моторного палива. Оксид свинцю вводять в кришталь і оптичне скло для вироблення матеріалів з великим показником переломлення.